# شمال بورنئو
شمال بورنئو (انگلیسی: North Borneo) یک منطقه تحت‌الحمایه انگلیس در شمال جزیره بورنئو بود.